# Bob Merrill (Jazzmusiker, 1918)
Robert „Bob“ Merrill (richtiger Name Robert Alphonso Merrell; * 12. November 1918 in Claremore, Oklahoma; † unbekannt) war ein US-amerikanischer Jazzmusiker (Trompete, Gesang) der späten Swingära.
Merrill arbeitete ab den frühen 1940er Jahren bei Jay McShann; erste Aufnahmen mit dessen Orchester entstanden 1942 als Rundfunkmitschnitte aus dem New Yorker Savoy Ballroom. In den folgenden Jahren fungierte er auch als Bandvokalist bei McShann, zu hören in Nummern wie „Bad Neighborhood“ (1943). Ab 1944 spielte er bei Dallas Bartley and his Orchestra („Cherry Red“), anschließend als Trompeter bei Cootie Williams, für den er auch als Vokalist tätig war, in Titeln wie „Stingy Blues“, „I May Be Easy, But I’m No Fool“, „Ain’t Got No Blues Today“ oder „Let ’Em Roll“ von 1949.
Unter eigenem Namen spielte Merrill 1949 drei Nummern („I’ll Always Be in Love with You“, „Baby I’m Tired“, „I Want a Little Girl“) u. a. mit Ike Quebec für Apollo ein; im selben Jahr spielte er mit Alfred „Chippy“ Outcalt (Posaune), Sam „The Man“ Taylor, Paul Quinichette (Tenorsaxophon), Arnold Jarvis (Piano), Leonard Swain (Bass) und William Parker (Schlagzeug) die Single „Low Down Groove“/„The Blues Is Here T’nite“ für das Label Abbey ein. In dieser Zeit wirkte er außerdem bei Aufnahmen von Wynonie Harris, Sam „The Man“ Taylor mit. Im Bereich des Jazz war er zwischen 1942 und 1949 an 23 Aufnahmesessions beteiligt. Nach den frühen 1960er Jahren sind keine Aufnahmen mehr von ihm bekannt.